# Al Faisaliah Center
Het Al Faisaliah Center (of Al Faisaliyah Center, Arabisch: برج الفيصلية) is een commerciële wolkenkrabber gelegen in de zakenwijk van Riyad in Saoedi-Arabië.
Het Al Faisaliyah Center is 267 meter hoog en telt 44 verdiepingen. Het is het op drie na hoogste gebouw in Saoedi-Arabië na de Abraj Al Bait-toren en het Kingdom Centre. De vier hoekbalken van het Al Faisaliyah Center worden samengevoegd aan de top net boven een gouden bal. Binnen de gouden bal is een luxe ronddraaiend restaurant. In het Al Faisaliah Center is eveneens een extern uitkijkplatform vlak onder de top.  Op de begane grond is er een winkelcentrum met boetieks met de grote wereldmerken.
De toren werd ontworpen door Britse architecten van Foster and Partners en het ingenieursbureau Buro Happold. Het maakt deel uit van een Al Faisaliyah Complex, dat bestaat uit een hotel, de toren, en twee andere gebouwen.
De toren is voorzien van diverse restaurants zoals 11a en de Globe en heeft ook een sigaar lounge op de bovenste verdieping.